# Arie den Hartog
Arie den Hartog (23 de abril de 1941 - 7 de junho de 2018) foi um ciclista de estrada holandês.